# NGC 3019
NGC 3019 је спирална галаксија у сазвежђу Лав која се налази на NGC листи објеката дубоког неба.
Деклинација објекта је + 12° 44' 46" а ректасцензија 9h 50m 7,2s. Привидна величина (магнитуда) објекта NGC 3019 износи 15,2 а фотографска магнитуда 16,0. NGC 3019 је још познат и под ознакама MCG 2-25-44, CGCG 63-81, PGC 28295.